# دوقية فنلندا الكبرى
دوقية فنلندا الكبرى (بالفنلندية: Suomen suuriruhtinaskunta) الدولة السابقة لفنلندا الحالية، تواجدت بين عامي 1809 و1917 كجزء من الامبراطورية الروسية.

## التاريخ
سُميت مقاطعة فنلندا الجنوبية الغربية الموسـّعة دوقية كبرى سنة 1581، عندما وسـّع يوهان الثالث ملك السويد والذي كان دوقاً على فنلندا إلى حد كبير من الألقاب الفرعية العائدة لملوك السويد. لم يسفر لقب دوق فنلندا الأكبر الجديد عن أي حكم ذاتي فنلندي فظلت فنلندا جزءاً من مملكة السويد مع تمثيل برلماني كامل لكونتياتها. في القرنين التاليين، استخدم اللقب بعض خلفاء يوهان على العرش وليس كلهم. عادة ما كان مجرد لقب فرعي للملك، يستخدم فقط في مناسبات رسمية جداً. ولكن، في عام 1802 كإشارة حل للحفاظ على فنلندا ضمن السويد في مواجهة الضغط الروسي المتزايد، أعطى الملك غوستاف الرابع أدولف اللقب لابنه المولود حديثاً الأمير كارل غوستاف والذي توفي بعدها بثلاث سنوات.
خلال الحرب الفنلندية بين السويد وروسيا، اجتمع ريكسداغ الطبقات الأربع لفنلندا المحتلة في مجلس بورفو في 29 مارس 1809 لمبايعة ألكسندر الأول قيصر روسيا الذي ضمن في المقابل بأن تـُترك القوانين والحريات وفضلاً عن الدين دون تغيير. بعد هزيمة السويد في الحرب وإبرام معاهدة هامينا في 17 سبتمبر 1809، أصبحت فنلندا دوقية كبرى صحيحة ذاتية الحكم، ملكية دستورية ضمن الإمبراطورية الروسية الأوتوقراطية رغم أن ميزان القوى المعتاد بين العاهل والمجلس المرتكز على الضرائب لم تكن معمول به مادام بإمكان الإمبراطور التعويل على بقية امبراطوريته الشاسعة. أضيف لقب «دوق فنلندا الأكبر» إلى قائمة ألقاب القيصر الروسي الطويلة. كان لمستشار الإمبراطور الفنلندي المولد غوستاف ماوريتس أرمفلت دور أساسي بتأسيس الدوقية الكبرى ككيان يتمتع بحكم ذاتي موسع نسبياً داخل الامبراطورية الروسية وباستعادة ما تسمى بفنلندا القديمة والتي استولت عليها روسيا في القرن السابق.
يمكن تقسيم تاريخ الدوقية الكبرى باختصار:
- 1809-1862 : خمسون سنة من الاندماج، نجحت خلالها سلطات الدوقية في إقناع البلاط الروسي ليس بولاءها فحسب بل بولاء جميع الفنلنديين.
- 1863-1898 : خمسة وثلاثون سنة من الاستقلال المتزايد، شملت إعادة إنشاء مجلس فنلندا والارتقاء بالفنلندية من لغة لعامة الناس إلى لغة وطنية بالموازاة مع السويدية.
- 1899-1917 : عشرون عاماً من محاولات ترويس انتهت بالفشل وأضرت بعلاقات فنلندا مع الإمبراطورية الروسية (و الاتحاد السوفياتي الذي شـُكل بعيدها).

## السياسات
لم يـُدوّن الوضع الدستوري لفنلندا في القانون الروسي قبل بيان فبراير من عام 1899، حين كشف فنلنديون وروس عن أفكار مختلفة تماماً بشأن الحالة الفنلندية. كان حكم فنلندا الذاتي في البداية بتشجيع من الروس ويرجع ذلك جزئياً إلى الهياكل الحكومية المتطورة نسبياً في فنلندا (بالمقارنة مع روسيا الامبراطورية المركزية بداية القرن التاسع عشر) وجزئياً لسياسة حسن نوايا لكسب عقول الشعب الفنلندي. قادت حالة الحكم الذاتي الفنلنديين لتطوير أفكارهم حول القومية والملكية الدستورية، التي بإمكانهم إلى حد كبير تنفيذها في الواقع العملي بموافقة القيصر. ومع ذلك، بينما وافق كل قيصر عند تتويجه على الحفاظ على الحالة الخاصة للقوانين المحلية في فنلندا، لا يوجد أي دليل على أنهم فهموا وضعهم بأنه عاهل دستوري، رغم الانتشار المتنامي لهذا التفسير في فنلندا بالجزء الأخير من القرن التاسع عشر. بتطور المنظمات الحكومية في روسيا، وأصبحت وحدة الامبراطورية إحدى المبادئ الرئيسية للسياسة الروسية، تكررت الاشتباكات بين الروس والمنظمات الحكومية الفنلندية وقادت إلى محاولات الترويس.
مع ذلك تمتعت فنلندا بدرجة عالية من الحكم الذاتي حتى استقلالها في عام 1917. في عام 1917، بعد ثورة فبراير في روسيا عملت الحكومة الفنلندية لتأمين وربما حتى لزيادة الحكم الذاتي في فنلندا في الامور الداخلية. في 6 ديسمبر 1917، بعد وقت قصير من ثورة أكتوبر في روسيا أعلنت فنلندا استقلالها. وانتخب فردريش كارل أمير هسن عاهلاً جديداً كملك بدلاً من الدوق الأكبر، صانعاً الحالة الجديدة للأمة، ولكنه لم يتول المـُلك أبداً، لإعلان الجمهورية.
حكم الإمبراطور دوقاً أكبر على فنلندا ويمثله فيها حاكم فنلندا العام. وكان مجلس الشيوخ الفنلندي الهيئة الإدارية الأعلى بالدوقية الكبرى وكان يتألف من الفنلنديين الأصليين. مثـّل وزير أمين الدولة الشؤون الفنلندية في سان بطرسبرغ. عـُقدت مجلس فنلندا بانتظام من 1863 فصاعداً. في عام 1906، تم حل البرلمان، مع وراثية لها بدلا من انتخابهم التمثيل عالميا، وتأسس برلمان فنلندا الحديث. كانت فنلندا إحدى أولى مناطق العالم بإعطاء حق التصويت للجميع بما في ذلك المرأة والذين لا يملكون أرضاً.

## الجغرافيا
وقعت إمارة فنلندا الكبرى تقريباً داخل الحدود نفسها التي كانت موجودة قبل معاهدة سلام موسكو من عام 1940. وتمثل الفرق الرئيسي في بتسامو، التي لم تـُسـلم إلى فنلندا إلا بمعاهدة تارتو في عام 1920.